# Vapiano

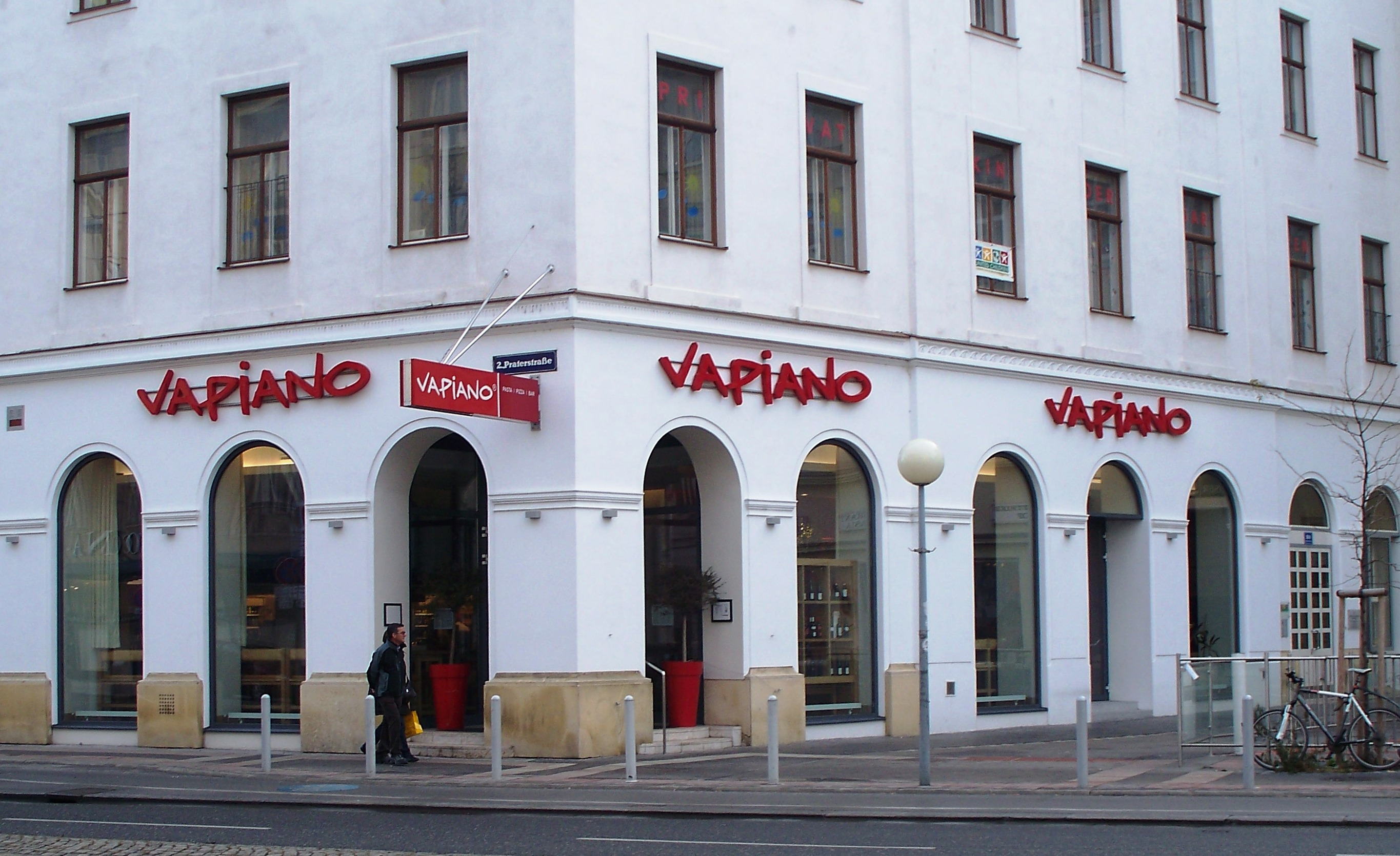
Un restaurant Vapiano à Vienne.

Vapiano est une chaîne de restauration allemande offrant de la cuisine italienne. Vapiano est présent à travers le monde et dispose (en 2014) de plus de 150 restaurants dont 66 en Allemagne,. Fondée en 2002, son siège est à Bonn.

## Histoire
Le nom Vapiano se compose des mots italiens va (« aller ») et piano (« doucement »). La chaîne a pour slogan le proverbe italien : Chi va piano, va sano e va lontano qui se traduit littéralement par « qui va doucement, va sainement et va loin ».
Le premier restaurant Vapiano a été ouvert le 22 octobre 2002 à Hambourg, rue Hohen Bleichen, par Mark Korzilius. Depuis, l'entreprise poursuit une stratégie d'expansion continue, tant en Allemagne qu'à l'international. Les restaurants sont par ailleurs souvent localisés dans les centres-villes de grandes villes, notamment dans les quartiers d'affaires. Vapiano est présent en France depuis le 23 novembre 2010, date d'ouverture du premier restaurant à La Défense dans la banlieue ouest de Paris. La chaine a ouvert son 100e restaurant le 23 novembre 2011 à Vienne en Autriche.
Vapiano est une société européenne, les actions ne sont cependant pas échangées sur le marché. L'entreprise est détenue par les quatre sociétaires Gregor Gerlach, Friedemann Findeis, Klaus Rader et Kent Hahne. Depuis janvier 2006, le directeur de Vapiano est Mirko Silz. Rader, Hahne et Silz ont tous les trois commencé leur carrière chez McDonald's.
Le 2 avril 2020, la chaîne allemande annonce sa mise en faillite, après avoir échoué à éponger ses besoins financiers aggravés par la crise du coronavirus. Le Covid-19 a « augmenté considérablement les besoins de liquidités » estimés à 36,7 millions d'euros. Mais « aucun accord final n'a pu être trouvé avec les banques de financement et les principaux actionnaires » pour la renflouer, ce qui a précipité son dépôt de bilan. L'enseigne assure dans un premier temps que ses franchises ne seront pas concernées par cette faillite,.

## Concept
Le concept repose sur la possibilité pour chaque client de personnaliser chacun de ses plats, ceux-ci étant préparés directement devant lui lors de sa commande. Les plantes aromatiques et les herbes fraîches disposées sur les tables donnent l'occasion aux clients d'apporter leur touche personnelle au plat.
Dans chaque restaurant, tous les ingrédients de bases (pâtes à pizza, sauces, pesto) sont préparés sur place dans une zone dédiée, la Manifattura, ouverte et protégée par des vitres. La chaîne ne recourt pas à des laboratoires de fabrication centralisés mais chaque restaurant a son identité.
Une zone « bar et salon » est également disponible.
L'une des originalités de l'enseigne tient également dans le système de paiement reposant sur des cartes à puce qui permettent d'enregistrer les consommations et de ne payer que lorsque l'on quitte le lieu.

## Restaurants
En 2017 Vapiano est présent dans le monde entier.

## Développement
On peut noter que plusieurs enseignes ont fermé en 2023 comme Vapiano Saint-Herblain près de Nantes ou à Lille en 2021.